# Niewino Kamieńskie
Niewino Kamieńskie – wieś w Polsce położona w województwie podlaskim, w powiecie bielskim, w gminie Wyszki.
Zaścianek szlachecki Kamieńskie należący do okolicy zaściankowej Niwino położony był w drugiej połowie XVII wieku w powiecie brańskim ziemi bielskiej województwa podlaskiego. W latach 1975–1998 miejscowość administracyjnie należała do województwa białostockiego.
We wsi znajduje się cmentarz wojenny z 1915.
Wierni kościoła rzymskokatolickiego należą do parafii Narodzenia Najświętszej Maryi Panny i św. Mikołaja w Bielsku Podlaskim.